# マーティン・ドレッセル
マーティン・ドレッセル（独: Martin Dressel、1960年1月25日 - ）はドイツの物理学者。シュトゥットガルト大学教授。

## 略歴
バイロイト出身。グラーフ・ミュンスター・ギムナジウムを卒業後、フリードリヒ・アレクサンダー大学エアランゲン＝ニュルンベルクとゲオルク・アウグスト大学ゲッティンゲンで物理学を学び、1989年に博士号を取得した。ゲッティンゲンにあるナノフォトニクス研究所で約2年間勤務した後、バンクーバーのブリティッシュコロンビア大学でポスドクを経験し、カリフォルニア大学ロサンゼルス校のジョージ・グリューナーの元で研究員を務めた。1995年にダルムシュタット工科大学にハビリタチオン候補生として移り、その後アウグスブルク大学に勤務した。1998年からシュトゥットガルト大学の教授と第1物理学研究所の所長を務めている。
2003年にバーデン・ヴュルテンベルク州立研究賞を受賞した。2004年にバルセロナ大学の客員教授を務めた。2013年からはモスクワ物理工科大学の非常勤教授を務めている。2023年、国際赤外線・ミリ波・テラヘルツ波学会（IRMMW-THz）からケネス・J・バトン賞を受賞した。
ドイツ連邦裁判所の裁判官であるアネット・ブロックモラーと結婚している。

## 研究
低次元固体の物性研究を専門とする。対象とする研究材料は、1次元および2次元の有機伝導体（ベチガード塩やBEDT-TTF塩）、鉄系超伝導体、分子磁石、重い電子系、メタマテリアル、などである。方法論的には、非常に広いスペクトル範囲（マイクロ波、テラヘルツ放射、赤外線、可視光）にわたる光学分光法を駆使し、低次元固体の金属、超伝導、磁性（量子スピン液体）、モット絶縁体などを調査する。
ジョージ・グリューナーと共著で固体の電気力学に関する教科書を出版した。